# Galina Samsova
Galina Samsova   (Volgograd, 17 de març de 1937 - Londres, 11 de desembre de 2021) va ser una ballarina de ballet i directora escènica russa.
Nascuda Galina Martinovna Samtsova a Stalingrad (actual Volgograd) al sud-est de Rússia, va iniciar-se en pràctica en el ballet a una edat primerenca. Va estudiar a l'Escola de Ballet de l'Opera de Kíev amb Natalia Verekundova i el 1956 és graduar-se al Ballet de l'Òpera de Kíev, on posteriorment esdevindrà solista. El 1960 es casarà amb el professor de dansa canadenc-ucraïnès Alexander Ursuliak i es traslladarà amb ell a Canadà. Després tot seguit, el 1961, es va incorporar al Ballet Nacional del Canadà a Toronto, després d'haver simplificat la presentació del seu nom de soltera de Samtsova a Samsova. Contractada com a solista, aviat serà promoguda com una ballarina principal i es actuarà en papers destacats a El llac dels cignes i Giselle, així com a obres de Balanchine, Tudor i Cranko.

## Carrera professional
El 1963, Samsova estava de visita a Londres quan se li va recomanar a Raymundo de Larraín, nebot del marquès de Cuevas, per al paper principal en la seva prodigiosa nova producció de La Ventafocs del compositor rus S. Prokófiev, que va ser coreografiada per Vaslav Orlikovsky i presentada al Festival Internacional de Dansa a París. En el seu debut a l'Europa occidental, Samsova va ballar gairebé cada dia durant un mes, i va guanyar la medalla d'or del festival per una interpretació com a ballarina femenina el mateix any que Rudolf Nureyev va guanyar la medalla d'or com a ballarí masculí. La seva interpretació lírica de la Ventafocs també va suposar invitacions a fer actuacions de convidats en moltes companyies, com el Ballet de l'Òpera de Marsella i el Ballet del Festival de Londres.
Samsova es va incorporar al "London Festival Ballet" com a artista convidada el 1964, però aviat es va convertir en membre permanent de la companyia, exercint com a ballarina principal durant gairebé una dècada, fins al 1973. Mentre hi va formar una associació amb David Adams, actuant en produccions importants com Spring Waters i el Medora-Ali pas de deux de Le Corsaire, clàssics com El llac dels cignes i La bellesa dormint, entre d'altres. La parella va obtenir la medalla d'or al Il Festival de la Opera, de Madrid, per la seva actuació de Giselle. El 1966, Samsova va anar a Johannesburg, (Sud-àfrica), per ballar com a estrella convidada en una altra producció de La Ventafocsa, escenificada per la coreògrafa francesa Françoise Adret per a PACT / TRUK Ballet. El paper del príncep encantador en aquesta producció va ser assumit per André Prokowsky, un ballarí franco-rus que Samsova havia conegut a Marsella i que es convertiria en el seu segon marit.
Durant els seus últims anys amb London Festival Ballet, Samsova va formar una celebrada societat amb Prokovski. Van ballar junts en nombroses obres del repertori de la companyia, creant papers destacats a The Unknown Island (1969) de Jack Carter, a Otello i La Péri (ambdós el 1971) de Peter Darrell i a Dvořák Variations (1970) i Mozartiana (1973) de Ronald Hynd. Samsova i Prokovsky es van casar el 1972 i van deixar el London Ballet Festival el 1973 per dirigir i actuar a la seva pròpia companyia, el "New London Ballet", una companyia clàssica de catorze ballarins que girava arreu de la Gran Bretanya i a l'estranger amb un repertori format principalment per obres de nova creació. Després de la dissolució de la companyia el 1977, a causa de demandes imperioses del sindicat de músics a Londres, Samsova va seguir Prokovski a Itàlia, on havia acceptat la direcció del Ballet de l'Opera de Roma durant dos anys. A més de ballar amb aquesta companyia, Samsova va fer presentacions com a convidada amb companyies de França, Alemanya, Hong Kong, Canadà, Estats Units, Sud-àfrica i Anglaterra.

## La vida posterior
Després de retirar-se dels escenaris, Samsova es va convertir en la directora artística del Ballet escocès a Glasgow el 1991, succeint al seu fundador, Peter Darrell, que havia mort el 1987. Samsova va augmentar l'èmfasi en els clàssics del repertori, muntant la seva pròpia versió de l'acte 3r. de Raymonda (1990), i va introduir obres neoclàssiques de Balanchine, Robert Cohan i Mark Baldwin, entre d'altres. Va renunciar al seu càrrec el 1997. Des de llavors, Samsova, divorciada de Prokovski el 1981, va tornar a casa a Londres, on va ser mentora de joves ballarins en ascens. També va continuar la seva carrera com a jurat en competicions internacionals de ballet a París, Moscou, Kíev, Xangai, i Jackson, (Mississipi), entre d'altres.